# 65e division d'infanterie (Allemagne)
Pour les articles homonymes, voir 65e division d'infanterie.
La  65e division d'infanterie (en allemand : 65. Infanterie-Division ou 65. ID) est une des divisions d'infanterie de l'armée allemande (Wehrmacht) durant la Seconde Guerre mondiale.

## Création
La 65. Infanterie-Division est créée le 7 juillet 1942 dans le Wehrkreis XII sur le Truppenübungsplatz (terrain d'entrainement) de Bitche en tant qu'élément de la 20. Welle (20e vague de mobilisation).
Elle est formée sous le nom de code de « Walküre-II » avec deux autres divisions à partir d'éléments de la Ersatzheer pour la défense des côtes de la Manche, qui avait été affaiblie par le départ de divisions pour le Front de l'Est.
Après avoir subi de lourdes pertes dans les combats sur la tête de pont d'Anzio en Italie, elle est réaménagée en juillet 1944 dans le cadre de la 26. Welle à partir de la Schatten-Division Ostpreußen.
La division capitule en Italie le 22 avril 1945.

## Organisation

### Commandants
| Date                               | Grade           | Commandant                       |
| ---------------------------------- | --------------- | -------------------------------- |
| 10 juillet 1942 - 1er janvier 1943 | Generalleutnant | Hans Bömers                      |
| 1er janvier 1943 - 31 mai 1943     | Generalleutnant | Wilhelm Rupprecht                |
| 31 mai 1943 - 1er décembre 1943    | Generalleutnant | Gustav Heistermann von Ziehlberg |
| 1er décembre 1943 - 22 avril 1945  | Generalleutnant | Hellmuth Pfeifer                 |

### Officiers d'opérations (Generalstabsoffiziere (Ia))
| Date                            | Grade          | Commandant              |
| ------------------------------- | -------------- | ----------------------- |
| 1er juillet 1943 - 30 août 1944 | Oberstleutnant | Klaus vom dem Knesebeck |
| 5 septembre 1944 - ? 1945       | Oberstleutnant | Werner Habedanck        |

## Théâtres d'opérations
- Pays-Bas : Juillet 1942 - Août 1943
- Italie : Août 1943 - Avril 1945

## Ordres de bataille
1943
- Infanterie-Regiment 145
- Infanterie-Regiment 146
- Panzerjäger- und Aufklärungs-Abteilung 165
- Artillerie-Regiment 165
- Pionier-Bataillon 165
- Divisions-Nachrichten-Abteilung 165
- Divisions-Nachschubführer 165

1944
- Grenadier-Regiment 145
- Grenadier-Regiment 146
- Grenadier-Regiment 147
- Divisions-Füsilier-Bataillon 65
- Panzerjäger-Abteilung 165
- Artillerie-Regiment 165
- Feldersatz-Bataillon 165
- Pionier-Bataillon 165
- Divisions-Nachrichten-Abteilung 165
- Divisions-Nachschubführer 165

## Décorations
Des membres de cette division ont été récompensés à titre personnel pour leurs faits de guerre:
- Agrafe de la liste d'honneur
  - 5
- Croix allemande en Or
  - 16
- Croix de chevalier de la Croix de fer
  - 5